# Бернштайн
Бернштайн (нем. Bernstein) — община (нем. Gemeinde) в Австрии, в федеральной земле Бургенланд.
Входит в состав округа Оберварт. Население составляет 2322 человека (на 31 декабря 2005 года). Занимает площадь 39, км². Официальный код — 1 09 02.

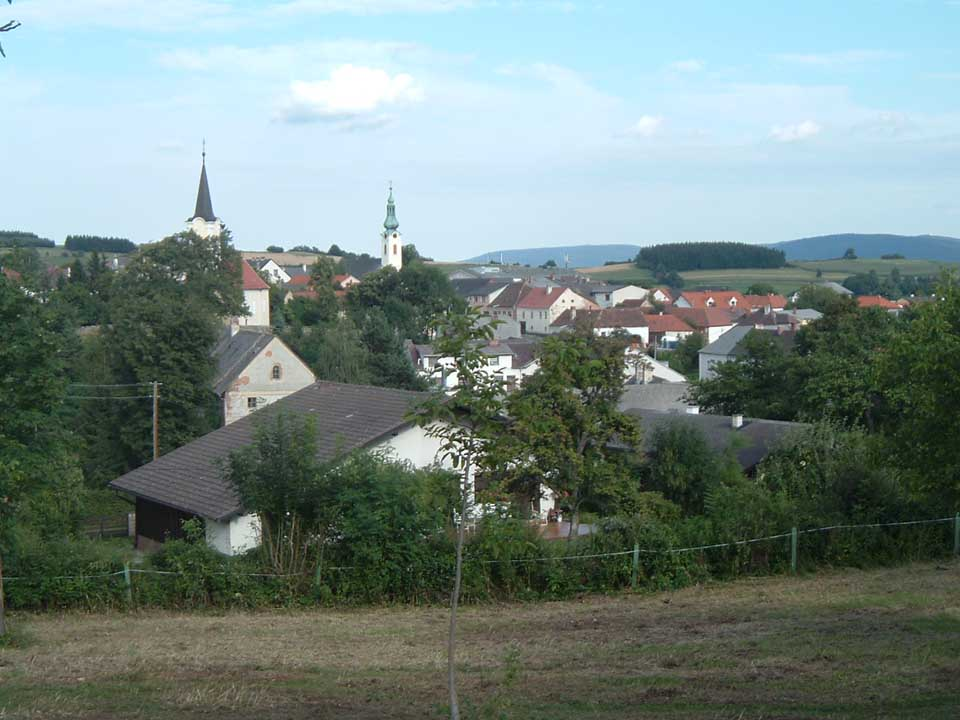
Бернштайн

## Политическая ситуация
Бургомистр общины — Роберт Март (СДПА) по результатам выборов 2007 года.
Совет представителей общины (нем. Gemeinderat) состоит из 23 мест.
- СДПА занимает 12 мест.
- АНП занимает 10 мест.
- АПС занимает 1 место.

## Внешние ссылки
- Официальная страница (нем.) (недоступная ссылка — история).